# 장애인 등에 대한 특수교육법
장애인 등에 대한 특수교육법은 장애인 등 특수교육에 관한 대한민국의 법으로, 2007년 5월 25일 제정되어 2008년 5월 26일부터 시행되고 있다. 공식 약칭은 특수교육법이며 간단히 장애인 특수교육법, 장애인 교육법이라고도 한다. 
장애인 등에 대한 특수교육법은 교육기본법 제18조에 근거한 것이다. 장애인 및 특별한 교육적 요구가 있는 사람에게 통합교육의 환경을 제공하고 생애주기, 장애유형, 장애정도를 고려한 교육을 실시함으로써, 그들이 자아를 실현하고 사회가 통합되는데 기여할 수 있도록 하는 것이 이 법의 목적이다.

## 연혁
- 2007년 5월 25일 : 제정
- 2008년 5월 26일 : 시행
- 2013년 12월 30일 : 교원의 자질향상과 관련된 법규에 특수교육대상자의 인권존중에 관한 내용이 포함되어야 함을 명시했다.[1]
- 2016년 2월 : 정신지체가 지적장애로 변경[2]
- 2016년 5월 29일 : 특수교육대상자의 입학을 거부하거나 입학전형 합격자의 입학을 거부하는 등 불이익한 처분을 한 교육기관장 또는 대학의 입학전형절차에서 수험편의의 내용의 확인과 관계없는 별도의 면접이나 신체검사를 요구한 자에 대한 처벌 형량이 300만원 이하의 벌금에서 1년 이하의 징역 또는 1000만원 이하의 벌금으로 강화되었다.[3]

## 정의
장애인 등에 대한 특수교육법에서 말하는 용어의 정의는 아래와 같다.
- 통합교육 : 특수교육대상자가 일반학교에서 차별을 받지 아니하고 또래와 함께 개개인의 교육적 요구에 적합한 교육을 받는 것.
- 특수교육대상자 : 법 제15조에 따른 특수교육을 필요로 하는 사람으로 선정된 사람이다
- 특수교육교원 : 초·중등교육법 제2조 제4호에 따른 특수학교 교원자격증을 가진 자로서 특수교육대상자의 교육을 담당하는 교원
- 특수교육기관 : 특수교육대상자에게 유치원·초등학교·중학교 또는 고등학교(전공과를 포함)의 과정을 교육하는 특수학교 및 특수학급
- 특수학급 : 특수교육대상자의 통합교육을 실시하기 위하여 일반학교에 설치된 학급
- 각급학교 : 유아교육법 제2조 제2호에 따른 유치원 및 초·중등교육법 제2조에 따른 학교[4]

## 특수교육대상자
교육장 또는 교육감은 아래 중 어느 하나에 해당하는 사람 중 특수교육을 필요로 하는 사람으로 진단·평가된 사람을 특수교육대상자로 선정한다. 아래의 어느 하나에 해당하는 사람에 대한 자세한 선정기준은 동법 시행령에 나와 있다.
| 특수교육대상자 (법 제15조)         | 자세한 선정기준 (동법 시행령 제10조 및 별표) |
| ---------------------------------- | --- |
| 시각장애                           | 시각계의 손상이 심하여 시각기능을 전혀 이용하지 못하거나 보조공학기기의 지원을 받아야 시각적 과제를 수행할 수 있는 사람으로서 시각에 의한 학습이 곤란하여 특정의 광학기구·학습매체 등을 통하여 학습하거나 촉각 또는 청각을 학습의 주요 수단으로 사용하는 사람 |
| 청각장애                           | 청력 손실이 심하여 보청기를 착용해도 청각을 통한 의사소통이 불가능 또는 곤란한 상태이거나, 청력이 남아 있어도 보청기를 착용해야 청각을 통한 의사소통이 가능하여 청각에 의한 교육적 성취가 어려운 사람 |
| 지적장애                           | 지적 기능과 적응행동상의 어려움이 함께 존재하여 교육적 성취에 어려움이 있는 사람 |
| 정서·행동장애                      | 장기간에 걸쳐 다음 각 목의 어느 하나에 해당하여, 특별한 교육적 조치가 필요한 사람 가. 지적·감각적·건강상의 이유로 설명할 수 없는 학습상의 어려움을 지닌 사람 나. 또래나 교사와의 대인관계에 어려움이 있어 학습에 어려움을 겪는 사람 다. 일반적인 상황에서 부적절한 행동이나 감정을 나타내어 학습에 어려움이 있는 사람 라. 전반적인 불행감이나 우울증을 나타내어 학습에 어려움이 있는 사람 마. 학교나 개인 문제에 관련된 신체적인 통증이나 공포를 나타내어 학습에 어려움이 있는 사람 |
| 자폐성장애 (이와 관련된 장애 포함) | 사회적 상호작용과 의사소통에 결함이 있고, 제한적이고 반복적인 관심과 활동을 보임으로써 교육적 성취 및 일상생활 적응에 도움이 필요한 사람 |
| 의사소통장애                       | 다음 각 목의 어느 하나에 해당하여 특별한 교육적 조치가 필요한 사람 가. 언어의 수용 및 표현 능력이 인지능력에 비하여 현저하게 부족한 사람 나. 조음능력이 현저히 부족하여 의사소통이 어려운 사람 다. 말 유창성이 현저히 부족하여 의사소통이 어려운 사람 라. 기능적 음성장애가 있어 의사소통이 어려운 사람 |
| 학습장애                           | 개인의 내적 요인으로 인하여 듣기, 말하기, 주의집중, 지각(知覺), 기억, 문제해결 등의 학습기능이나 읽기, 쓰기, 수학 등 학업 성취 영역에서 현저하게 어려움이 있는 사람 |
| 건강장애                           | 만성질환으로 인하여 3개월 이상의 장기입원 또는 통원치료 등 계속적인 의료적 지원이 필요하여 학교생활 및 학업 수행에 어려움이 있는 사람 |
| 발달지체                           | 신체, 인지, 의사소통, 사회·정서, 적응행동 중 하나 이상의 발달이 또래에 비하여 현저하게 지체되어 특별한 교육적 조치가 필요한 영아 및 9세 미만의 아동 |

## 같이 보기
- 교육기본법
- 특수교육진흥법